# كيث إيدمونسون
كيث إيدمونسون (بالإنجليزية: Keith Edmonson)‏ مواليد 28 سبتمبر 1960 في غولفبورت، هو لاعب كرة سلة أمريكي سابق. بدأ مسيرته الاحترافية في سنة 1982. تم اختياره من قبل فريق أتلانتا هوكس خلال الدرافت. يبلغ طوله 6 قدم 5 بوصة (2.0 م). اعتزل اللعب في 1986.

## المسيرة الاحترافية
لعب مع أتلانتا هوكس في موسم 1982–1983، ثم لعب مع سان أنطونيو سبرز في موسم 1983–1984، ثم لعب مع دنفر ناغتس في سنة 1984، ثم لعب مع نادي كاين كلفادوس لكرة السلة في موسم 1985–1986.

## روابط خارجية
- كيث إيدمونسون على موقع إن بي أي (الإنجليزية)
- كيث إيدمونسون على موقع سبورتس رفرنس (الإنجليزية)
- كيث إيدمونسون على موقع كلية كرة السلة في سبورتس رفرنس.كوم (الإنجليزية)
- كيث إيدمونسون على موقع ريلجم (الإنجليزية)
- كيث إيدمونسون على موقع بروبوليرز (الإنجليزية)